# Sigismond Blednicki
Sigismond Thadee Blednicki (ur. 16 października 1920 w Wąbrzeźnie, zm. 9 stycznia 1995 w Villespassans) – francuski wojskowy i urzędnik polskiego pochodzenia.

## Życiorys
Urodził się w rodzinie górnika. Ukończył szkołę podstawową i podobnie jak ojciec podjął pracę jako górnik. W 1937 roku został obywatelem francuskim, a rok później zgłosił się do armii francuskiej. Służył w piechocie kolonialnej, w 1940 roku stacjonował w Trypolisie. W lipcu 1940 roku dołączył do Sił Wolnych Francuzów i brał udział w kampanii w Erytrei w oddziale pod dowództwem kapitana Paula Jourdiera. W 1941 roku brał udział w kampanii syryjskiej, a następnie w walkach w Libii i Tunezji.
W składzie 1 Marszowego Pułku Spahisów Marokańskich 2 Dywizji Pancernej brał udział w wyzwalaniu Francji. W czerwcu 1945 roku został zdemobilizowany, następnie pracował jako urzędnik UNESCO. W 1980 roku przeszedł na emeryturę.
Zmarł 9 stycznia 1995 roku w Villespassans i tam też został pochowany.

## Odznaczenia
Został odznaczony następującymi odznaczeniami:
- Kawaler Legii Honorowej
- Order Wyzwolenia
- Medal Wojskowy
- Krzyż Wojenny 1939–1945
- Medal Kolonialny